# Brachialis
Brachialis (brachialis anticus) er en muskel i overarmen der flekser albueleddet. Den ligger dybere end biceps brachii, og er en synergist der assisterer biceps brachii i fleksion af albuen. Den udgør bunden af regionen kendt som cubitale fossa.
| Anatomi | Spire Denne artikel om anatomi er en spire som bør udbygges. Du er velkommen til at hjælpe Wikipedia ved at udvide den. |